# Priscilla and the Umbrella
Priscilla and the Umbrella è un cortometraggio muto del 1911 diretto da Frank Powell.

## Trama
Continuano le scaramucce tra Paul e Harry per conquistare i favori di Priscilla.

## Produzione
Il film fu prodotto dalla Biograph Company.

## Distribuzione
Distribuito dalla General Film Company, il film - un cortometraggio in una bobina - uscì nelle sale cinematografiche statunitensi il 3 aprile 1911. Non si conoscono copie ancora esistenti della pellicola che viene considerata presumibilmente perduta